# 所澤市
所澤市（日语：／ Tokorozawa shi */?）是日本埼玉縣南部的城市，其人口數量在埼玉縣內僅次於埼玉市和川口市，位居第三。目前所澤市是施行時特例市及彩之國中核都市，往東京都特別區的通勤率達25.4%（平成22年國勢調査）。所澤市也是吉卜力工作室動畫作品《龙猫》的故事舞臺狹山丘陵（龍貓之森）的所在地。
市內有日本第一個機場，如今已改建成航空紀念公園。東京航空交通管制部也設於所澤市，駐日美軍在該地也設有所澤通訊站（Tokorozawa Communications Station）。目前當地人口已經突破34萬人。

## 概要
所澤市作為東京的通勤城鎮，新所澤和小手指地區有許多集合住宅，所澤站前已發展為繁華街。東所澤地區在JR武藏野線通車後人口急速增長。北部富岡地區是江戶時代開拓的農地（三富新田）。市內可見職棒埼玉西武獅主場大都會人壽巨蛋、西武集團本社等西武相關設施。

### 市名由來
傳聞此處古時是野老（トコロ，薯蕷科植物）叢生的濕地，因而稱「野老澤」（ところさわ），後演變為現行市名。

## 地理

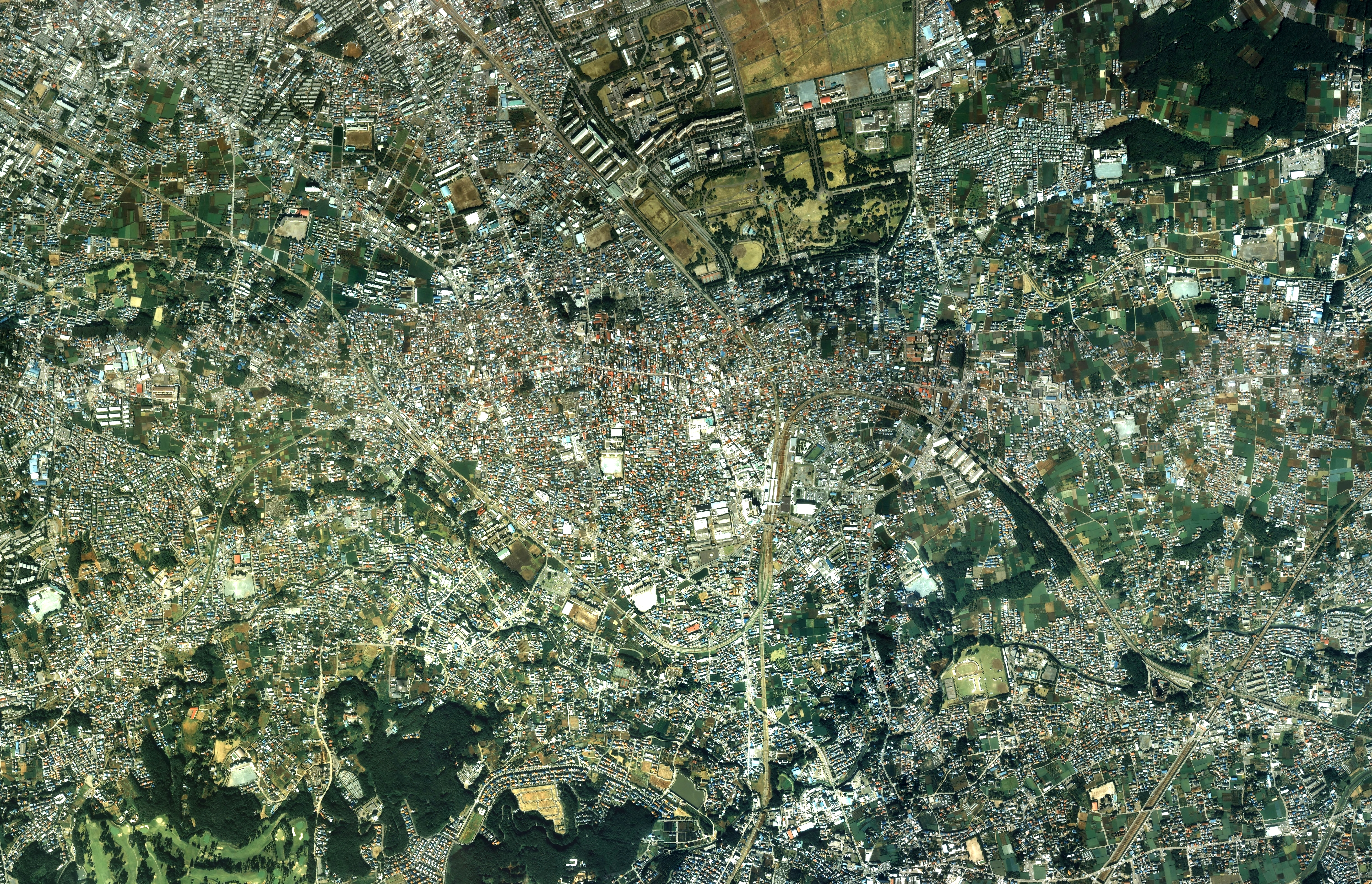
1989年所澤市中心周邊空拍圖。圖片中央是所澤站。照片上方的大型用地是所澤航空紀念公園與駐日美軍所澤通信基地。
。

當地位於埼玉縣西部武藏野台地上，南部是廣大的狹山丘陵。源自狹山丘陵的東川和柳瀨川往東流入荒川。山口貯水池（通稱狹山湖）雖位在市內，但由東京都水道局管理。
以池袋為起點的西武池袋線與以西武新宿為起點的西武新宿線在所澤站交會。西武池袋線可經由西武有樂町線與東京地下鐵有樂町線、副都心線、東急東橫線、橫濱高速鐵道港未來21線相互直通運轉。JR武藏野線在市內無法轉乘其他路線，但可在市界附近的新秋津站轉乘西武池袋線秋津站。關越自動車道通過本市東部，與國道463號（舊縣道浦和所澤線）在所澤交流道交會。

所澤站前的螺旋槳通（プロペ通り）一帶已發展成繁華街，西武百貨店、永旺等商場與餐飲店、服飾店林立。航空公園所在的並木地區聚集許多公共機關。新所澤地區有都市公團（現都市再生機構）、小手指地區有西武鐵道開發的集合住宅。近年舊市區正陸續興建超高層公寓。駐日美軍所澤通信基地也在市內。
- 所澤航空發祥紀念館
- 所澤航空紀念公園內的櫸樹

### 河川
- 柳瀨川（日语：柳瀬川）
- 六家川（日语：六ツ家川）
- 東川（日语：東川 (埼玉県)）
- 砂川堀
- 日比田水路
- 林川

### 鄰接自治體
| - 埼玉縣 - 入間市 - 川越市 - 狹山市 - 新座市 - 入間郡 - 三芳町 | - 東京都 - 清瀨市 - 東村山市 - 東大和市 - 武藏村山市 - 西多摩郡 - 瑞穗町 |

| 所澤市（1981年 - 2010年） | 所澤市（1981年 - 2010年） | 所澤市（1981年 - 2010年） | 所澤市（1981年 - 2010年） | 所澤市（1981年 - 2010年） | 所澤市（1981年 - 2010年） | 所澤市（1981年 - 2010年） | 所澤市（1981年 - 2010年） | 所澤市（1981年 - 2010年） | 所澤市（1981年 - 2010年） | 所澤市（1981年 - 2010年） | 所澤市（1981年 - 2010年） | 所澤市（1981年 - 2010年） | 所澤市（1981年 - 2010年） |
| 月份                      | 1月                       | 2月                       | 3月                       | 4月                       | 5月                       | 6月                       | 7月                       | 8月                       | 9月                       | 10月                      | 11月                      | 12月                      | 全年                      |
| ------------------------- | ------------------------- | ------------------------- | ------------------------- | ------------------------- | ------------------------- | ------------------------- | ------------------------- | ------------------------- | ------------------------- | ------------------------- | ------------------------- | ------------------------- | ------------------------- |
| 历史最高温 °C（°F）       | 19.0 (66.2)               | 23.3 (73.9)               | 26.2 (79.2)               | 32.0 (89.6)               | 33.8 (92.8)               | 36.5 (97.7)               | 39.6 (103.3)              | 38.7 (101.7)              | 37.4 (99.3)               | 31.9 (89.4)               | 25.8 (78.4)               | 25.7 (78.3)               | 39.6 (103.3)              |
| 平均高温 °C（°F）         | 9.0 (48.2)                | 9.6 (49.3)                | 12.7 (54.9)               | 18.5 (65.3)               | 22.7 (72.9)               | 25.3 (77.5)               | 29.2 (84.6)               | 30.9 (87.6)               | 26.6 (79.9)               | 21.0 (69.8)               | 16.0 (60.8)               | 11.6 (52.9)               | 19.4 (66.9)               |
| 日均气温 °C（°F）         | 3.6 (38.5)                | 4.1 (39.4)                | 7.3 (45.1)                | 12.9 (55.2)               | 17.3 (63.1)               | 20.7 (69.3)               | 24.4 (75.9)               | 25.8 (78.4)               | 22.0 (71.6)               | 16.4 (61.5)               | 10.8 (51.4)               | 6.1 (43.0)                | 14.3 (57.7)               |
| 平均低温 °C（°F）         | −0.8 (30.6)               | −0.5 (31.1)               | 2.5 (36.5)                | 7.7 (45.9)                | 12.8 (55.0)               | 17.0 (62.6)               | 20.9 (69.6)               | 22.3 (72.1)               | 18.7 (65.7)               | 12.7 (54.9)               | 6.8 (44.2)                | 1.8 (35.2)                | 10.1 (50.2)               |
| 历史最低温 °C（°F）       | −7.8 (18.0)               | −6.6 (20.1)               | −5.2 (22.6)               | −2.1 (28.2)               | 4.8 (40.6)                | 10.7 (51.3)               | 13.6 (56.5)               | 16.4 (61.5)               | 9.3 (48.7)                | 4.5 (40.1)                | −0.3 (31.5)               | −6.7 (19.9)               | −4.1 (24.6)               |
| 平均降水量 mm（）         | 44.4 (1.75)               | 48.9 (1.93)               | 95.9 (3.78)               | 111.5 (4.39)              | 120.6 (4.75)              | 157.2 (6.19)              | 164.2 (6.46)              | 209.7 (8.26)              | 233.3 (9.19)              | 173.7 (6.84)              | 80.9 (3.19)               | 41.3 (1.63)               | 1,481.6 (58.33)           |
| 平均降水天数（≥ 1.0 mm）  | 3.9                       | 5.5                       | 9.7                       | 9.6                       | 10.8                      | 12.8                      | 12.6                      | 9.8                       | 12.5                      | 10.3                      | 6.8                       | 4.4                       | 108.7                     |
| 月均日照時數              | 188.6                     | 175.3                     | 169.9                     | 175.7                     | 166.7                     | 121.7                     | 138.2                     | 169.0                     | 124.0                     | 136.5                     | 156.0                     | 183.3                     | 1,899.2                   |
| 来源1：氣象廳             |                           |                           |                           |                           |                           |                           |                           |                           |                           |                           |                           |                           |                           |
| 来源2：觀測史上1〜10位    |                           |                           |                           |                           |                           |                           |                           |                           |                           |                           |                           |                           |                           |

## 歷史

### 先史、古代
所澤地區約在2萬年前就有人類居住，現已發現砂川遺跡等舊石器時代以後的遺跡與貝塚。如同其他東日本地區，此地也流傳著日本武尊的東征傳說，像是祈求勝利的神社（所澤神明社與北野天神社的由來）或是籠手相關的傳說（地名「小手指」的由來）。在7世紀的律令制度下，本地屬武藏國入間郡，是武藏國國府與上野國國府官道東山道武蔵路通過之地。

### 中世
平安時代末期，此地是武藏七黨一派的村山黨勢力範圍。鎌倉幕府時代，當時的所澤是上道（鎌倉街道）與間道（堀兼道、羽根倉道）的交匯處。
1333年，上野國（現群馬縣）新田義貞向鎌倉進軍，在小手差原（現在的北野一帶）與北條氏交戰，世稱小手指原之戰。現在市內可見白旗塚、將軍塚（松丘）、誓詞橋（砂川堀）、勢揃橋（柳瀨川）等相關地名。1352年，義貞子義興、義宗兄弟再與足利軍在小手指原附近交戰。（武藏野合戰）
戰國時代在關東管領扇谷上杉氏支配下，本地由上杉氏家臣大石氏統治。河越夜戰後，後北條氏興起，改由八王子城主北條氏照支配。柳瀨川沿岸留有山口城址、瀧之城址等中世城館遺跡。

### 近世
江戶時代，此地多為幕府直轄領，部分是川越藩領與旗本領。幕府修建河原宿（現在宮本町附近）至江戶四谷的道路（江戶街道，大略是現在的西武新宿線旁，近所澤街道），所澤成為往東（江戶街道）、往西（秩父道）、往南（府中、八王子方向）、往北（川越方向）中繼地及物資的集聚地。
柳澤吉保擔任川越藩主時，曾在北部富岡地區進行新田開發（三富新田）。

### 近代
- 所澤町道路元標（日吉町）
- 木村、德田兩中尉紀念塔

明治維新後，原幕府直轄領大部分在1869年（明治2年）3月21日（舊曆2月9日）劃入品川縣，同年4月西部劃入韮山縣。1871年8月29日（舊曆7月14日）川越藩領部分劃入川越縣。同年12月25日（舊曆11月14日）全域劃進入間縣，1873年6月15日再改為熊谷縣，最後1876年8月21日埼玉縣成立。1881年（明治14年）上新井村的本宿與久米村的金山併入，所澤村升格所澤町。1889年（明治22年）4月1日施行町村制，為入間郡所澤町。
1911年（明治44年），陸軍在現在的並木地區一帶設立日本第一座飛行場，是日本「航空發祥地」。
1927年（昭和2年），為解決東京市民的用水問題，開始建設山口貯水池（狹山湖），1934年（昭和9年）完成。
1943年（昭和18年），所澤町與小手指、富岡、吾妻、松井、山口5村合併。
二戰後，陸軍所澤飛行場與周邊設施由美軍接收。1971年（昭和46年）與1978年（昭和53年）陸續返還用地，現美軍僅保留通信基地。

### 現代
- 東京航空交通管制部通信塔（並木（日语：並木 (所沢市)）地區）
- 西武巨蛋 （2014年）

- 1950年（昭和25年）11月3日－施行市制，為所澤市（埼玉縣第8個市）。
- 1955年（昭和30年）－合併柳瀬（日语：柳瀬村 (埼玉県)）與三島兩村。

市制施行時的人口約4萬2千人。昭和20年代至昭和30年代前半，沖繩移民定居在新所澤東部與小手指一帶，人口開始增長。1959年（昭和34年），住宅公團的新所澤團地開始入居。之後小手指與新所澤地區進行大規模住宅開發，2000年人口達33萬人。
- 1978年（昭和53年）－堤義明買下以福岡為主場的職棒球隊王冠打火機獅，並在狹山丘陵建設球場（西武獅球場、現在的西武王子巨蛋）。球團更名為名を「西武獅」。
- 2002年（平成14年）－升格特例市。

## 人口
| 所澤市人口分布圖 |                                               |  |
| 所澤市與日本全國年齡別人口分布比較圖 （2005年資料） | 所澤市的年齡、男女別人口分布圖 （2005年資料） |  |
| ■紫色是所澤市 ■綠色是全国 | ■藍色是男性 ■紅色是女性                       |  |
| 所澤市人口變化 \| 1970年 \| 136,611人 \| \| \| 1975年 \| 196,870人 \| \| \| 1980年 \| 236,476人 \| \| \| 1985年 \| 275,168人 \| \| \| 1990年 \| 303,040人 \| \| \| 1995年 \| 320,406人 \| \| \| 2000年 \| 330,100人 \| \| \| 2005年 \| 336,100人 \| \| \| 2010年 \| 341,900人 \| \| \| 2015年 \| 335,875人 \| \| \| 2020年 \| 342,464人 \| \| |                                               |  |
| 資料來源：日本總務省統計中心提供之人口普查數據 |                                               |  |
| 1970年 | 136,611人                                     |  |
| 1975年 | 196,870人                                     |  |
| 1980年 | 236,476人                                     |  |
| 1985年 | 275,168人                                     |  |
| 1990年 | 303,040人                                     |  |
| 1995年 | 320,406人                                     |  |
| 2000年 | 330,100人                                     |  |
| 2005年 | 336,100人                                     |  |
| 2010年 | 341,900人                                     |  |
| 2015年 | 335,875人                                     |  |
| 2020年 | 342,464人                                     |  |

## 行政

### 市長
- 藤本正人（日语：藤本正人）（ふじもと まさと）（自由民主黨推薦、第1任）
  - 任期：2011年10月30日 - 2015年10月29日

### 市議會
- 議員人數：33
- 議長：桑畠健也（至誠自民俱樂部）
- 副議長：大館隆行（自由民主黨·無所屬之會）
- 任期：2015年5月1日 - 2019年4月30日
- 黨派分布
  - 自由民主黨·無所屬之會（9席）
  - 所澤市議會公明黨（6席）
  - 至誠自民俱樂部（6席）
  - 日本共產黨所澤市議團（5席）
  - 民主NET（日语：生活クラブ事業連合生活協同組合連合会） Liberal之會（4席）
  - 維新黨（2議席）
  - 自民俱樂部（1席）

### 指定金融機關
- 埼玉里索那銀行（西曆奇數年度）
- 三菱東京UFJ銀行（西曆偶數年度）

埼玉縣內唯一採用2行輪流制的自治體。此外，自來水事業與醫院事業（市民醫療中心）由合併所澤銀行三菱東京UFJ銀行擔任。

### 政府機關

#### 國家機關
- 國土交通省
  - 東京航空交通管制部

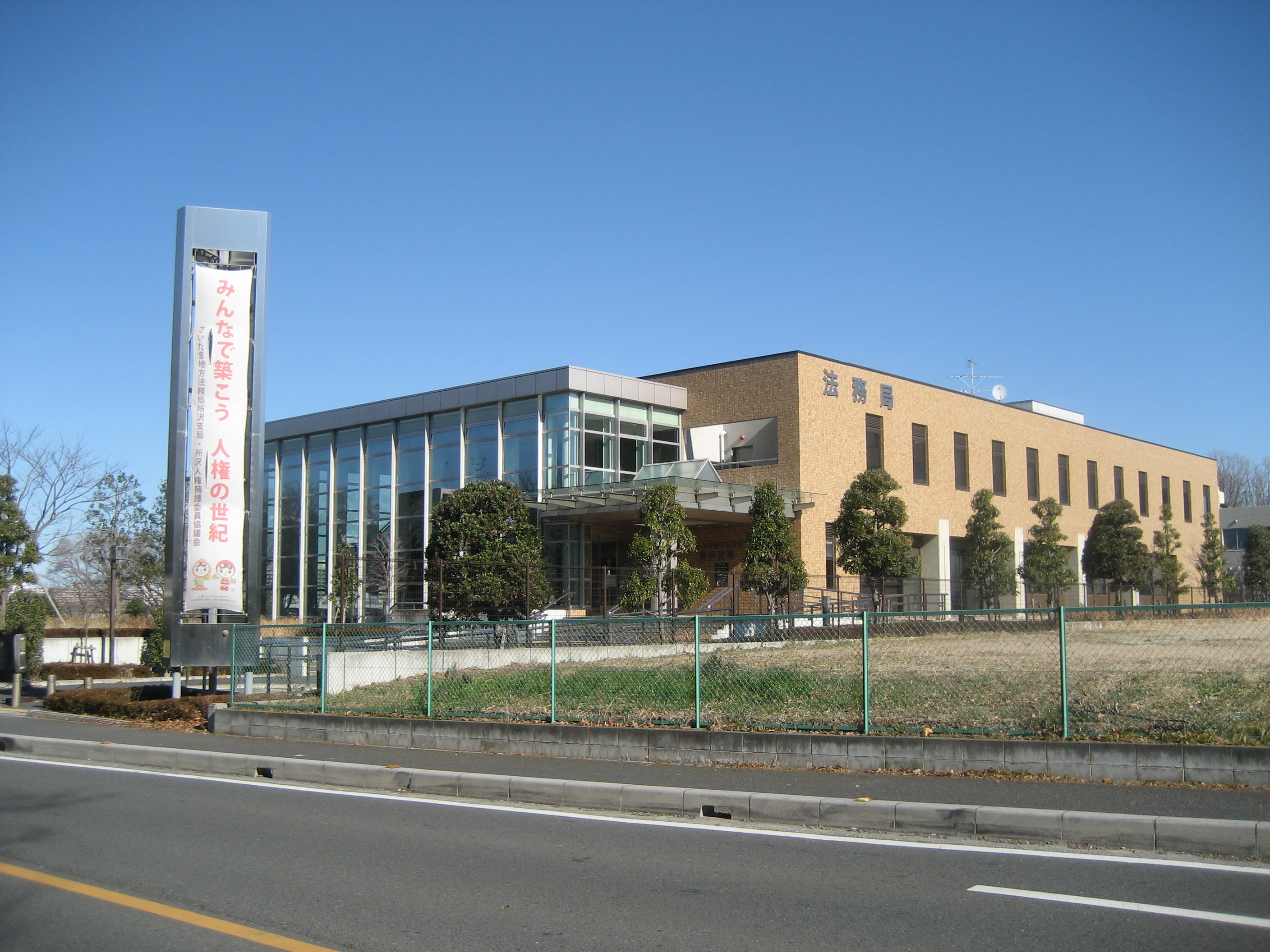
埼玉地方法務局所澤支局

  - 關東運輸局埼玉運輸支局（日语：埼玉運輸支局）所澤自動車檢查登錄事務所
- 厚生勞動省
  - 所澤勞動基準監督署（日语：労働基準監督署）
  - 所澤公共職業安定所（日语：公共職業安定所）
  - 國立職業復健中心
  - 中央廣域障害者職業中心
- 法務省
  - 埼玉地方檢察廳（日语：さいたま地方検察庁）所澤區檢察廳（日语：所沢区検察庁）
  - 埼玉地方法務局所澤支局
- 國稅廳
  - 所澤稅務署（日语：税務署）
- 環境省
  - 環境調査研修所（日语：環境調査研修所）
- 裁判所
  - 所澤簡易裁判所（日语：所沢簡易裁判所）
- 防衛省
  - 自衛隊埼玉地方協力本部入間地域事務所

#### 縣機關

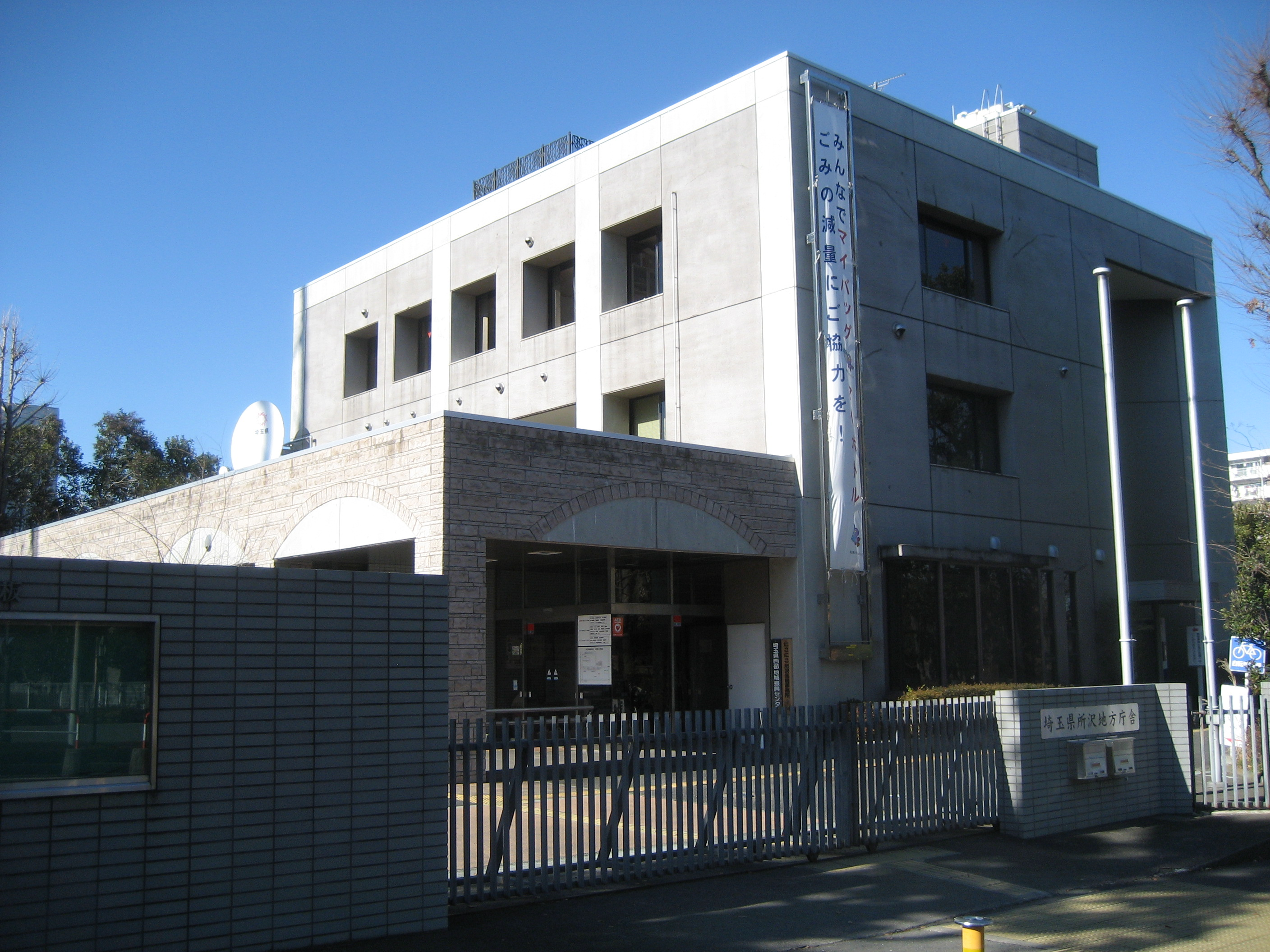
西部地域振興中心與所澤縣稅事務所所在的所澤地方廳舍

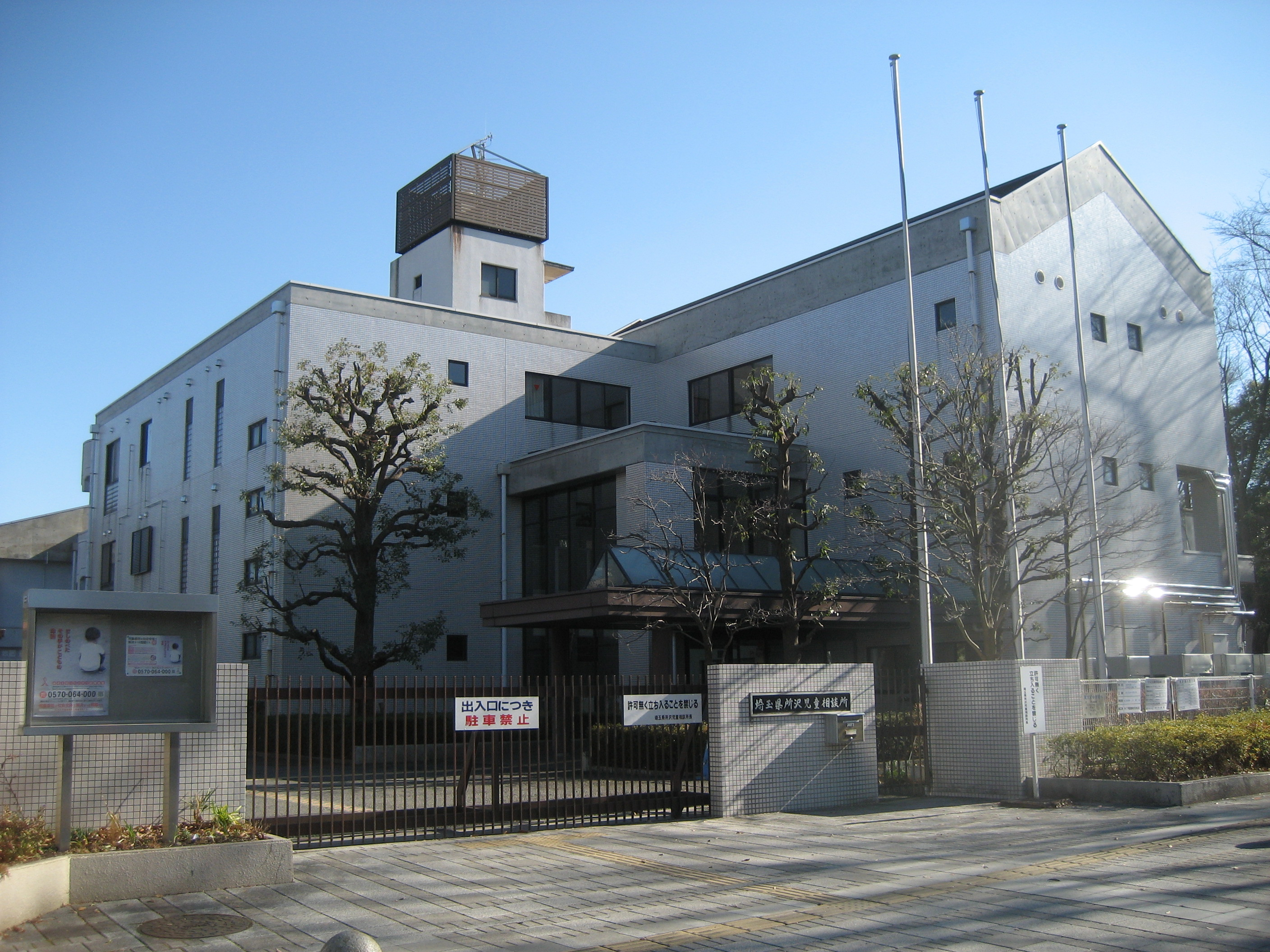
所澤兒童相談所

- 西部地域振興中心
- 所澤縣稅事務所
- 所澤兒童相談所
- 自動車稅事務所所澤支所

#### 東京都機關
- 東京都水道局（日语：東京都水道局）村山山口貯水池管理事務所

#### 國際機關
- 所澤尼加拉瓜名譽領事館

#### 消防
- 埼玉西部消防局（日语：埼玉西部消防局）

#### 警察
- 所澤警察署（日语：所沢警察署）
- 埼玉縣警察本部高速道路交通警察隊（日语：高速道路交通警察隊）本隊
  - 所澤分駐隊

#### 特殊法人
- 日本年金機構（日语：日本年金機構）
  - 所澤年金事務所（日语：年金事務所）

## 經濟

### 企業
- 西武控股本社
- 西武鐵道本社
- 西武獅
- PICKLES CORPORATION（日语：ピックルスコーポレーション）
- 山田食品產業（山田烏龍麵（日语：山田うどん））本社
- 餃子的滿州（日语：ぎょうざの満洲）本店（本社在坂戶市）
- 三島製作所（日语：三ヶ島製作所）
- 威信（Vixen）本社
- 芝測（日语：シバソク）所澤事業所
- 埼玉西PanaHome（日语：パナホーム）本社
- 鷺宮製作所（日语：鷺宮製作所）所澤事業所
- CITIZEN HOLDINGS（日语：シチズンホールディングス）所澤事業所
- Tamasu（日语：タマス）（蝴蝶）所澤事業所
- 村松長笛（日语：村松フルート製作所）
- 埼玉野馬（日语：埼玉ブロンコス）

- 山田烏龍麵本店
- 狹山茶（日语：狭山茶）茶葉

### 農業
除了知名的狹山茶，菠菜與芋頭、胡蘿蔔等也十分盛行。此外，市內也可見提供挖番薯與採葡萄等活動的觀光農園。

### 商業設施
- 西武百貨店所澤店
- 小島NEW所澤店
- 巴而可新所澤店

#### 百貨、大型電器店、量販店
- 永旺
- 西武百貨店
- 巴而可
- 西友
- Keiyo（日语：ケーヨー）
- KOJIMA（日语：コジマ）×BIC CAMERA所澤店
- KOJIMA×BIC CAMERA所澤西店
- 野島電器（日语：ノジマ）
- 唐吉訶德

#### 大型複合設施
- 西友小手指店 - 主要租戶有星巴克、無印良品等

#### 超市
- Yaoko（日语：ヤオコー）
- giga Mart（日语：ギガマート）
- Mammy Mart（日语：マミーマート）

#### 餐飲
- 山田烏龍麵（日语：山田うどん）（本社、本店）
- 餃子的滿洲（日语：ぎょうざの満洲）（本店）
- Denny's
- 羅多倫咖啡
- 星巴克
- Gusto（日语：すかいらーく）（ガスト）
- Bamiyan（日语：バーミヤン (レストランチェーン)）（バーミヤン）
- 夢庵（日语：すかいらーく）
- Jonathan's（日语：ジョナサン (ファミリーレストラン)）（ジョナサン）
- 麥當勞
- 肯德基
- 摩斯漢堡
- 松屋
- 吉野家
- 馬車道（日语：馬車道 (レストラン)）

## 姊妹都市
- 迪凱特市（美國伊利諾州）- 1966年5月6日締結姊妹都市
- 常州市（中國江蘇省）- 1992年4月20日締結姊妹都市
- 安養市（大韓民國京畿道）- 1998年4月17日締結姊妹都市

## 地域

### 町名、字
| - 吾妻地區 - 荒幡 - 北秋津 - 久米 - 西住吉 - 東住吉 - 松丘 - 南住吉 - 小手指地區 - 上新井 - 北野 - 北野新町 - 北野南 - 小手指町 - 小手指元町 - 小手指南 - 小手指台 | - 新所澤地區 - 青葉台 - 泉町 - 榎町 - 欅台 - 向陽町 - 綠町 - 新所澤東地區 - 彌生町 - 松葉町 - 美原町 - 花園 - 北所澤町 - 所澤地區 | - - 旭町 - 金山町 - 喜多町 - 北有樂町 - 楠台 - 壽町 - 西所澤 - 東町 - 日吉町 - 星之宮 - 宮本町 - 御幸町 - 元町 - 有樂町 | - 富岡地區 - 中富 - 下富 - 神米金 - 北岩岡 - 岩岡町 - 北中 - 中富南 - 所澤新町 - 並木地區 - 北原町 - 辛夷町 - 下新井（部分） - 中新井 - 並木 - 若松町 | - 松井地區 - 上安松 - 下安松 - 西新井町 - 東新井町 - 下新井（部分） - 牛沼 - 松鄉 - 東所澤和田 - 三島地區 - 糀谷 - 狹山丘 - 西狹山丘 - 林 - 東狹山丘 - 堀之內 - 三島 - 若狹 - 和原 | - 柳瀬地區 - 坂之下 - 城 - 新鄉 - 南永井 - 龜谷 - 日比田 - 本鄉 - 東所澤 - 山口地區 - 山口 - 上山口 - 勝樂寺 |

### 健康
- 西埼玉中央醫院（日语：独立行政法人国立病院機構西埼玉中央病院）（國立醫院機構（日语：国立病院機構））
- 國立殘疾人康復中心（日语：国立障害者リハビリテーションセンター）（厚生勞動省）
- 防衛醫科大學校醫院（日语：防衛医科大学校病院）（防衛省）
- 所澤市市民醫療中心（日语：所沢市市民医療センター）（所澤市）
- 圈央所澤醫院
- 所澤第一醫院
- 所澤中央醫院
- 所澤明生醫院

### 教育

#### 小學校
| - 所澤市立荒幡小學校 - 所澤市立泉小學校 - 所澤市立牛沼小學校 - 所澤市立上新井小學校 - 所澤市立北小學校 - 所澤市立北秋津小學校 - 所澤市立北中小學校 - 所澤市立北野小學校 - 所澤市立小手指小學校 - 所澤市立伸榮小學校 - 所澤市立清進小學校 - 所澤市立椿峰小學校 - 所澤市立所澤小學校 - 所澤市立富岡小學校 - 所澤市立中央小學校 - 所澤市立中富小學校 | - 所澤市立並木小學校 - 所澤市立西富小學校 - 所澤市立林小學校 - 所澤市立東所澤小學校 - 所澤市立松井小學校 - 所澤市立三島小學校 - 所澤市立南小學校 - 所澤市立美原小學校 - 所澤市立宮前小學校 - 所澤市立明峰小學校 - 所澤市立安松小學校 - 所澤市立柳瀨小學校 - 所澤市立山口小學校 - 所澤市立若狹小學校 - 所澤市立若松小學校 - 所澤市立和田小學校 |

#### 中學校
| - 所澤市立上山口中學校 - 所澤市立北野中學校 - 所澤市立向陽中學校 - 所澤市立小手指中學校 - 所澤市立狹山丘中學校 - 所澤市立中央中學校 - 所澤市立所沢中學校 - 所澤市立富岡中學校 | - 所澤市立南陵中學校 - 所澤市立東中學校 - 所澤市立三島中學校 - 所澤市立美原中學校 - 所澤市立安松中學校 - 所澤市立柳瀨中學校 - 所澤市立山口中學校 |

#### 高等學校
- 埼玉縣立藝術總合高等學校（日语：埼玉県立芸術総合高等学校）
- 埼玉縣立所澤高等學校（日语：埼玉県立所沢高等学校）
- 埼玉縣立所澤北高等學校（日语：埼玉県立所沢北高等学校）
- 埼玉縣立所澤商業高等學校（日语：埼玉県立所沢商業高等学校）
- 埼玉縣立所澤中央高等學校（日语：埼玉県立所沢中央高等学校）
- 埼玉縣立所澤西高等學校（日语：埼玉県立所沢西高等学校）

#### 大學
- 日本大學藝術學部所澤校舍
- 早稻田大學所澤校區（人間科學部、運動科學部）
- 秋草學園短期大學

#### 學校教育以外的設施
- 防衛醫科大學校（防衛省文教研修設施（日语：文教研修施設））
- 國立殘疾人康復中心學院（日语：国立障害者リハビリテーションセンター学院）

### 郵政
集配郵局
- 所澤郵便局  (附設郵貯銀行所澤店) 
- 所澤西郵便局

## 交通

### 鐵路

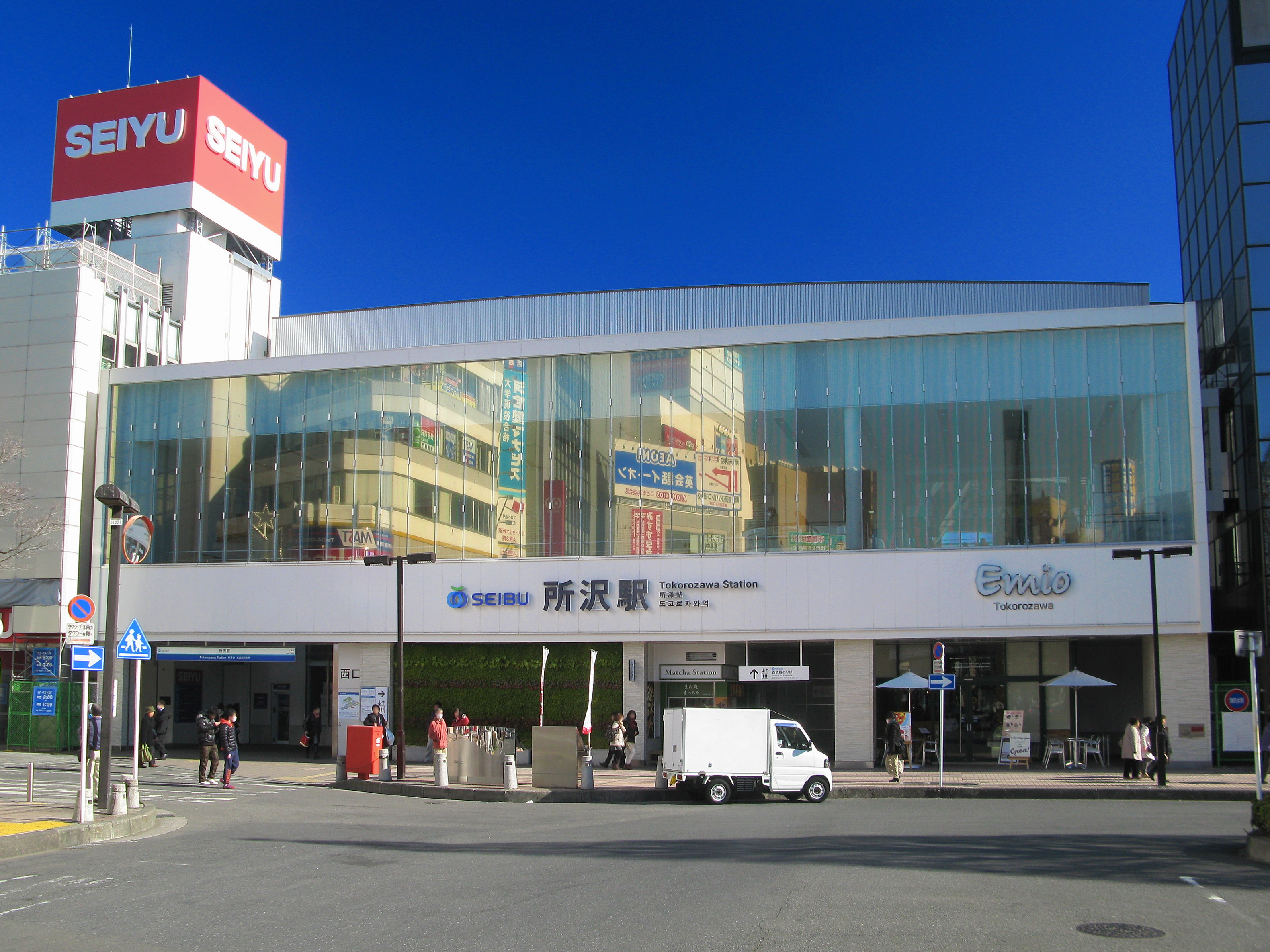
所澤站（西口）

東日本旅客鐵道
- 武藏野線：東所澤站

西武鐵道
- 池袋線：所澤站 - 西所澤站 - 小手指站 - 狹山丘站
- 新宿線：所澤站 - 航空公園站 - 新所澤站
- 狹山線：西所澤站 - 下山口站 - 西武球場前站
- 山口線（利奧班輪）：西武球場前站 - 西武園遊園地站

除了上述車站，西武池袋線秋津站（東京都東村山市）站房有部分也屬於所澤市。此外市民還可利用鄰近市界的西武西武園線西武園站及西武多摩湖線多摩湖站（皆為東京都東村山市）。

### 巴士

#### 一般路線巴士
全由西武巴士運行
- 所澤營業所（日语：西武バス所沢営業所）
- 飯能營業所（日语：西武バス飯能営業所）

#### 高速巴士
- 機場接駁巴士：所澤站東口 - 東所澤站 - 羽田機場（西武巴士與東京空港交通共同運行）
- 機場接駁巴士：所澤站東口 - 東所澤站 - 成田機場（西武巴士與京成巴士共同運行）
- （大宮 - ）東所澤站 - 所澤站東口 - 東大和市站 - 立川站北口 - 京都站烏丸口 - 大阪站櫻橋口 - 三之宮站（西武巴士與西日本JR巴士共同運行「京阪神DREAM埼玉號（日语：京阪神ドリームさいたま号）」）

#### 社區巴士
所澤市內循環巴士「ところバス」
委託西武巴士營運。
路線
- 東路線（柳瀨循環路線）
- 東路線（松井循環路線）
- 西路線（新所澤、三島路線）
- 南路線（吾妻循環路線）
- 南路線（山口循環路線）
- 北路線（富岡循環路線）

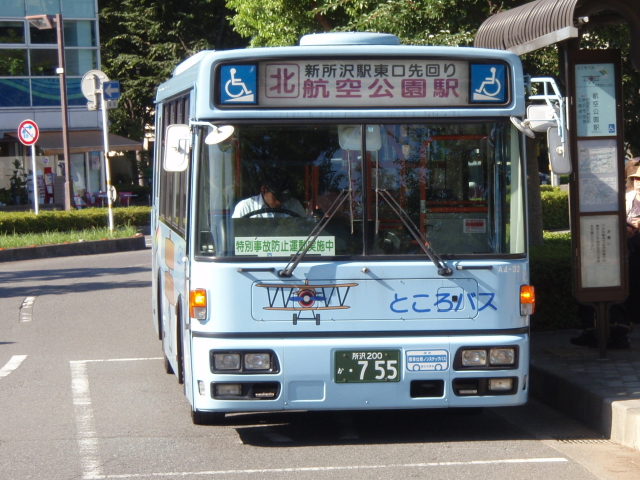
所澤市內循環巴士「ところバス」（航空公園站乘車處）

「LIFE BUS」（鶴瀨站西口～經三芳中學校～瑞穗台站西口線）
東入間二市一町（富士見市、富士見野市、三芳町）的社區巴士。

### 計程車
本市與川越市、東松山市、飯能市、和光市等同屬縣西南部交通圈。

### 道路
- 高速道路
  - 關越自動車道 - 所澤交流道
- 一般國道
  - 國道463號（通稱：浦和所澤線、浦所繞道（日语：浦和所沢バイパス）、行政道路、所澤入間繞道（日语：所沢入間バイパス）/小手指繞道）
- 主要地方道
  - 東京都道·埼玉縣道4號東京所澤線（通稱：所澤街道）
  - 埼玉縣道6號川越所澤線（日语：埼玉県道6号川越所沢線）
  - 東京都道·埼玉縣道16號立川所澤線（日语：東京都道・埼玉県道16号立川所沢線）
  - 東京都道·埼玉縣道24號練馬所澤線（日语：東京都道・埼玉県道24号練馬所沢線）
  - 埼玉縣道50號所澤狹山線（日语：埼玉県道50号所沢狭山線）
  - 埼玉縣道·東京都道55號所澤武藏村山立川線（日语：埼玉県道・東京都道55号所沢武蔵村山立川線）
  - 埼玉縣道56號埼玉富士見野所澤線（日语：埼玉県道56号さいたまふじみ野所沢線）
- 一般縣道
  - 埼玉縣道126號所澤堀兼狹山線（日语：埼玉県道126号所沢堀兼狭山線）
  - 埼玉縣道·東京都道179號所澤青梅線（日语：埼玉県道・東京都道179号所沢青梅線）
  - 埼玉縣道222號西所澤停車場線（日语：埼玉県道222号西所沢停車場線）
  - 埼玉縣道223號狹山丘停車場線（日语：埼玉県道223号狭山ヶ丘停車場線）
  - 埼玉縣道337號久米所澤線

## 地方媒體

### 新聞
- 家庭新聞（家庭新聞社）

### 有線電視
- J:COM 所澤（日语：J:COM 所沢）

### 廣播
- FM茶笛（日语：エフエム茶笛）（本社在入間市） - 與本市締結防災協定

## 文化
- 所澤航空紀念公園內的野外舞台
- 狹山滑雪場
- 西武園遊園地
- 百合園

### 祭典、活動
- 所澤祭（ところざわまつり）
起於明治初期，在戰前是所澤神明社的秋季例大祭。舉行於每年10月的周日。活動期間所澤站周邊會執行車輛管制。近年還增加森巴表演[4]。

- 所澤市民文化展（所沢市民文化フェア）（航空發祥祭）
每年4月於所澤航空紀念公園舉行。

- 所澤市民節（所澤市民フェスティバル）
每年10月於所澤航空紀念公園舉行。

### 名勝、古蹟、觀光地
- 所澤航空紀念公園
園內有所澤航空發祥紀念館。
- 所澤市民文化中心 MUSE（日语：所沢市民文化センター ミューズ）
- 所澤市民體育館（日语：所沢市民体育館）
- 西武王子巨蛋
- 狹山滑雪場（日语：狭山スキー場）
- 狭山湖
- 西武園遊園地（日语：西武園ゆうえんち）
- 西武園競輪場（日语：西武園競輪場）
- 百合園（日语：ところざわのゆり園）
- 所澤神明社
- 瀧之城（日语：滝の城）址公園（縣指定史跡）
- 山口城（日语：山口城 (武蔵国)）址（埼玉縣指定史跡）
- 根古屋城（日语：根古屋城）址（埼玉縣指定史跡）
- 北秋津城（日语：北秋津城）址
- 柳瀨莊（日语：柳瀬荘）（黃林閣） -  松永安左衛門（日语：松永安左エ門）別邸
- 狹山不動尊（日语：狭山不動尊） - 寺內有芝增上寺移築的建物
- 所澤鄉土美術館（平塚家）
- 井筒屋町造商店
- 北野天神（日语：北野天神社 (所沢市)）
- 小手指原古戰場跡（日语：小手指原の戦い）

### 電影、娛樂
- 新所澤Let's Cinepark（新所沢レッツシネパーク）

### 溫泉
- 湯樂之里（日语：湯楽の里）所澤溫泉
- 湯之森所澤
- 埼玉運動中心天然溫泉

## 名產
- 狹山茶（日语：狭山茶）
- 芋頭燒酒「恋も咲くところ」 - 所澤市內限定。
- 烤糰子[5]
- 所澤人形
- 菓子Farman（ファルマン）

## 以本市為舞台的作品
- 《龍貓》（動畫電影）
- 《瀨戶的花嫁》（動畫）[6]
- 《自戀刑警》（電視劇）
- 《談談情跳跳舞》（電影）
- 《世界的中心、針山先生》（小說）
- 《刀劍神域》（輕小說、動畫）
- 《The Rolling Girls》（動畫）

### 備註
1. ↑  負責郵遞區號359-00xy區域的集配業務。
2. ↑  負責郵遞區號359-11xy區域的集配業務。

## 外部連結
行政
- 所澤市 （页面存档备份，存于）

觀光
- 所澤市觀光協會 （页面存档备份，存于）